# Hot Club per otto
Hot Club per otto è il quinto album in studio del gruppo musicale italiano Quartetto Cetra, pubblicato il 27 novembre 1957.

## Tracce
Parte prima
1. Gli appassionati dell' Hot Club - (testo: Giacobetti - musica: Savona)
2. Non so dir " ti voglio bene " - (testo: Giovannini, Garinei - musica: Kramer)
3. La leggenda di Radames - (Coslow, Age)
4. Kim - (testo: Giacobetti - musica: Pisano)

Parte seconda
1. Un disco dei Platters - (testo: Giacobetti - musica: Savona)
2. Django - (testo: Giacobetti - musica: Morghen)
3. Non illuderti - (testo: Montano - musica: Pisano)
4. Quando una ragazza - (testo: Scarnicci, Tarabusi  - musica: Luttazzi)

## Formazione
- Virgilio Savona - voce, pianoforte
- Tata Giacobetti - voce
- Felice Chiusano - voce, batteria
- Lucia Mannucci - voce

### Altri musicisti
- Franco Pisano - chitarra
- Libero Tosoni - chitarra
- Berto Pisano - contrabbasso
- Max Springher - violino